# یورگنسن ۱۳۰۵۷
سیارک ۱۳۰۵۷ (به انگلیسی: 13057 Jorgensen، نامگذاری:1990VF8) سیزده هزار و پنجاه و هفتمین سیارک کشف شده‌است که در ۱۳ نوامبر ۱۹۹۰ کشف شد.
قدر مطلق سیارک برابر ۱۳٫۶۰ است.